# Marhinde Verkerk
Marhinde Verkerk (Rotterdam, 21 november 1985) is een Nederlandse judoka die uitkwam in de gewichtsklasse tot 78 kilogram. Hierin werd ze op 29 augustus 2009 wereldkampioene, nadat ze in 2007 en 2008 al Nederlands kampioene werd en in 2006 Europees kampioene onder 23 jaar. Ze werd getraind door Chris de Korte.
Haar wereldkampioenschap in 2009 behaalde ze in haar geboortestad Rotterdam. Hiervoor versloeg ze achtereenvolgens Gyeong-Mi Jeong uit Zuid-Korea, Alena Eiglova uit Tsjechië, Celine Lebrun uit Frankrijk, regerend Europees kampioene Esther San Miguel uit Spanje en in de finale Marina Prisjepa uit Oekraïne.
Op de Spelen van Londen verloor Verkerk de strijd om het brons. Ze werd uiteindelijk vijfde. In juni 2021 besloot Marhinde een punt achter haar judo carrière te zetten.
Verkerk heeft buiten de judomat de kunstacademie gedaan en is interieurarchitecte. Ze wil haar maatschappelijke carrière verder als interieurarchitecte oppakken.

## Palmares
2018
- 78kg Wereldkampioenschappen

2016
- Deelname Olympische Spelen

2015
- 78kg Wereldkampioenschappen
- 78kg  Europese kampioenschappen

2014
- 78kg  Europese kampioenschappen

2013
- 78kg  Wereldkampioenschappen
- Europese Kampioenschappen teams Boedapest
- 78kg  Europese kampioenschappen

2012
- 5e 78kg  Olympische Spelen Londen
- 5e 78kg  Europese kampioenschappen
- 78kg  Grand Prix Düsseldorf

2011
- 5e 78kg  Wereldkampioenschappen Parijs
- 78kg  Grand Prix Abu Dhabi
- 78kg  Grand Prix Baku
- 78kg  Grand Prix Düsseldorf

2010
- Wereldkampioenschappen Dames Teams Antalya
- 78kg  Europese kampioenschappen
- 78kg  Nederlandse kampioenschappen
- 78kg  Grand Prix Düsseldorf
- 78kg  Grand Prix Qingdao

2009
- 78kg  Wereldkampioenschappen
- 78kg  Grand Slam Paris
- 78kg  World Cup Sofia
- Genomineerd Sportvrouw van jaar 2009 (NOC*NSF)

2008
- 78kg  Nederlandse kampioenschappen
- 78kg  World Cup Rotterdam
- 78kg  World Cup Boedapest

2004
- Nederlandse kampioenschappen mixed teams Vaassen